# روت ام زه
روت ام زه (به آلمانی: Rot am See) یک شهر در آلمان است که در Schwäbisch Hall واقع شده‌است.